# Космос-2416
Космос-2416, познат и под именом Родник, је један од преко 2400 совјетских и касније руских вјештачких сателита лансираних у оквиру програма Космос.
Сателит је намијењен за војне задатке. 